# Büsingen am Hochrhein
Büsingen am Hochrhein è un comune tedesco di circa 1 500 abitanti di 7,62 km², appartenente al land del Baden-Württemberg, interamente circondato dalla Svizzera, su tre lati dal canton Sciaffusa e a sud dal fiume Reno e dai prospicienti confini dei cantoni Zurigo e Turgovia.
L'exclave è stata separata dal resto della Germania da una stretta striscia di territorio elvetico larga circa 680 m, del comune svizzero di Dörflingen dall'inizio del diciannovesimo secolo.
Politicamente e amministrativamente Büsingen è parte della Germania, appartenendo al circondario di Costanza, e del bundesland Baden-Württemberg, ma economicamente fa parte dell'area doganale della Svizzera e si trova così in una situazione simile a quella del Principato del Liechtenstein.
Büsingen è soprattutto, particolarmente nell'estate, una destinazione di vacanze. Molte residenze sono appartamenti di vacanze.

## Storia
A lungo Büsingen fu sotto il controllo dell'Austria. Ci furono anche dei tentativi del comune elvetico di Sciaffusa di annettere Büsingen. Nel 1805 Büsingen passò sotto il controllo del Regno di Württemburg. Nel 1918 si svolse a Büsingen un referendum col quale il 96% degli elettori si espresse a favore dell'annessione della cittadina alla Confederazione Svizzera, la Svizzera esaminò la richiesta, ma rifiutò l'annessione.
Nel 1939 la Camera dei Lord britannica, poco dopo lo scoppio della Seconda guerra mondiale, chiese formalmente al Comune di unirsi alla Confederazione elvetica, ma tale richiesta venne respinta sia dal Municipio di Büsingen sia, per ovvi motivi di neutralità, dal governo di Berna. Durante la guerra la Svizzera ha chiuso la frontiera e Büsingen non era più raggiungibile dal resto della Germania.
Nel 1957 vi fu una conferenza a Locarno onde discutere la situazione di Büsingen. Nel 1961 il nome del villaggio fu modificato da Büsingen (Oberrhein) a Büsingen am Hochrhein. Le condizioni di gestione dell'exclave tedesca di Büsingen sono stati formalmente definiti col Trattato del 23 novembre 1964 entrato in vigore nel 1967 relativo alla definizione dei confini tra la Repubblica Federale di Germania e la Svizzera. Nel contempo fu regolarizzata la questione della piccolissima exclave tedesca di Verenahof, allora costituita da tre case, alcune stalle e ventiquattro abitanti, che divenne parte della Svizzera.
Il trattato ha previsto che Büsingen entrasse nell'unione doganale svizzera, allora costituita dalla Svizzera ed il Liechtenstein. Per tale motivo non ci sono stati controlli doganali tra la Svizzera e Büsingen dal 4 ottobre 1967, ma per i tedeschi di Büsingen che vogliano recarsi nel resto della Germania vi sono controlli di frontiera tra la Svizzera e la Germania, dovendo passare ad un'area doganale diversa.

## Geografia
Büsingen è un'exclave, appartenendo alla Germania, ma circondata dalla Svizzera. Il territorio di Büsingen è pari a 7,62 chilometri quadrati e la frontiera con la Svizzera è lunga 17,141 chilometri, marcata da 123 pietre. È situato a 5 km ad est dalla città di Sciaffusa. Più precisamente Büsingen condivide una frontiera con ben tre cantoni svizzeri ovvero i cantoni di Sciaffusa, Turgovia e Zurigo. Büsingen ha oltre al paesino principale una piccola frazione, Stemmer, la quale condivide una frontiera con Sciaffusa. La frontiera taglia una strada della frazione in due, i residenti su un lato sono residenti in una nazione diversa da coloro i quali dimorano sull'altro lato.
Dovuta alla particolare situazione geografica, Büsingen, benché appartenente alla Germania e pertanto anche dell'Unione europea, non fa né parte del Mercato europeo comune né dell'Unione europea circa la tassa sul valore aggiunto. Sino al 2008, quando la Svizzera aderì allo spazio Schengen, Büsingen non faceva parte nemmeno di questo spazio europeo.

## Economia
Il trattato tra i due paesi prevede che le persone con la residenza a Büsingen (vale anche per la residenza di cittadini stranieri) sono equiparati ai cittadini elvetici almeno a livello locale e pertanto hanno accesso al mercato di lavoro svizzero in modo speciale. Costoro possono lavorare nei cantoni di Sciaffusa e Turgovia nonché in una ampia parte del cantone di Zurigo senza dover sottostare alle consuete regole più rigide dell'immigrazione svizzera. Con l'introduzione della libera circolazione dei cittadini europei, questa regola è divenuta pressoché obsoleta ed è ancora valida solamente per i cittadini di paesi terzi i quali sono coniugi o partner registrati di cittadini tedeschi, svizzeri od europei residenti a Büsingen.

## Moneta
Sebbene sia l'euro la moneta legale, a Büsingen il franco svizzero è la moneta di fatto e la più utilizzata.

## Fornitura di energia
L'elettricità viene fornita dalla Svizzera ed a differenza dal resto della Germania, i residenti non hanno una scelta di fornitore. Le prese nelle abitazioni sono in genere tedesche, però taluni residenti hanno optato di installare anche prese svizzere per utilizzare gli elettrodomestici comperati in Svizzera senza dover cambiare la spina od avvalersi di un adattatore.

## Fuso orario
Büsingen osserva lo stesso fuso orario della Svizzera e non del resto della Germania. Questa situazione ha causato una differenza di un'ora di tempo per quanto riguarda il fuso orario in Büsingen e quello osservato nel resto della Germania durante il periodo del fuso orario estivo nell'anno 1980. La Svizzera ha introdotto il fuso orario estivo solamente nell'anno 1981.

## Assicurazione sanitaria
I residenti di Büsingen possono scegliere se assicurarsi usando il sistema sanitario svizzero o quello tedesco. L'assicurazione è privata, ed è obbligatoria in ambedue i paesi.

## Legge e polizia
Il trattato tra la Germania e la Svizzera concernente Büsingen definisce quali aree di legislazione si applicano. Poiché non vi sono più controlli al confine tra Büsingen e la Svizzera, la Polizia di Sciaffusa può legalmente arrestare persone svizzere in Büsingen e ricondurle in Svizzera. Il numero di poliziotti svizzeri presenti contemporaneamente è limitato a 10. Mentre il numero di poliziotti tedeschi è limitato a 3 per ogni 100 abitanti, cioè c'è la possibilità della presenza fino ad un massimo di 45 poliziotti tedeschi in Büsingen. I poliziotti tedeschi che si recano a Büsingen o da lì ritornano in Germania devono utilizzare percorsi prescritti in suolo elvetico, e durante tali percorsi in suolo elvetico devono astenersi da qualsivoglia atto di polizia che riguardi beni e cittadini elvetici, cioè transitano come semplici cittadini stranieri.
La polizia svizzera è responsabile ed applica la legge svizzera a Büsingen per aspetti ben definiti e delimitati: la dogana, l'agricoltura, la sanità e il settore alberghiero, mentre la polizia tedesca è responsabile di tutto il resto.

## Servizi postali
Vi è un ufficio postale tedesco a Büsingen il quale fornisce anche diversi servizi elvetici. Il paesino ha anche due codici postali, uno elvetico quale CH-8238, uno tedesco quale D-78266. Deutsche Post è responsabile per la consegna delle lettere e la maggior parte degli altri invii. Altri corrieri tedeschi non consegnano a Büsingen in quanto manca l'autorizzazione legale per loro di poter attraversare dalla Germania la frontiera internazionale con la Svizzera e sdoganare gli invii destinati a Büsingen. Merce inviata da fuori dallo spazio doganale europeo, può passare due controlli doganali, uno sull'arrivo in Germania ed un secondo all'arrivo a Büsingen, questo secondo controllo viene effettuato nell'ufficio postale di Büsingen dalla responsabile della filiale oppure da un suo sostituto. Precedentemente vi era un addetto alla dogana svizzera presente per effettuare tale controllo. Questo doppio controllo e il notevole ritardo associato a ciò, può però essere evitato utilizzando il codice postale elvetico introdotto nel 1987. Gli invii indirizzati a CH-8238 Büsingen am Hochrhein, Svizzera, arrivano in Svizzera direttamente dove sottostanno ad un controllo doganale svizzero e successivamente sono portati a Büsingen per la distribuzione.

## Tassazione
A Büsingen si applica l'IVA svizzera sugli acquisti e sulla fornitura di servizi e non l'IVA del resto della Germania. Le importazioni a Büsingen nel traffico stradale privato sono soggette a controlli e dazi doganali elvetici nonché l'IVA svizzera. Possono legalmente essere importati acquisti sino ad un valore complessivo di 150 franchi a persona al giorno. Importazioni sopra quest'importo sono soggette a costi doganali e l'IVA svizzera. Sono in vigore altre limitazioni sulle quantità di carne, sigarette e bevande alcoliche.
Per quanto concerne il commercio per le vie postali ed internet, possono essere legalmente importati invii contenenti merce sino ad un valore di 65 franchi franco di dazio attualmente. Il limite è 100 franchi per regali. Il limite per libri ed altri acquisti soggetti alla tariffa ridotta dell'IVA svizzera è pari a 200 franchi. Il limite s'intende per ogni invio e non vi è un limite a persona oppure al giorno.
Non facendo parte dello spazio doganale europeo oppure l'area europea dell'IVA, gli invii dall'unione europea destinati a Büsingen sono da esentare dell'IVA.
Similmente i residenti di Büsingen, così come i residenti di tutti i paesi terzi, fuori dell'unione europea, possono farsi rimborsare l'IVA pagata sugli acquisti nell'unione europea.
Büsingen è uno dei pochissimi comuni in Germania che non levano una tassa sugli immobili.
I servizi di Skype a pagamento non sono più disponibili a Büsingen a causa della legge riguardante l'applicazione dell'IVA.

## Telecomunicazioni ed internet
Büsingen ha diverse reti telefoniche. La maggior parte delle abitazioni può avvalersi di una linea telefonica tedesca col prefisso 07734. Molti residenti hanno anche o solamente una linea fissa svizzera col prefisso elvetico nazionale 0041. Dalla Svizzera la chiamata è considerata nazionale ed il prefisso nazionale può essere omesso. La maggior parte dei numeri fissi hanno il prefisso 052 il quale generalmente viene dato ai residenti della regione di Sciaffusa. Il segnale per reti mobili svizzeri e tedeschi è presente a Büsingen per quanto attiene all'uso di telefoni cellulari.

## Infrastrutture e trasporti
Büsingen è servito da una linea d'autobus svizzera che collega la stazione ferroviaria ed il centro città di Sciaffusa con Büsingen ed i paesini svizzeri di Dörflingen, Buch e Ramsen nonché i paesini di Randegg e Murbach, frazioni del comune tedesco di Gottmadingen. Una seconda linea d'autobus svizzera della città di Sciaffusa attraversa una piccola parte del territorio di Büsingen con una fermata a richiesta.
Una linea d'autobus tedesco meno regolare collega Büsingen col paesino tedesco di Gailingen am Hochrhein.

## Targhe automobilistiche
Le autovetture private ed altri veicoli tecnici o da trasporto a motore, sia di persone che di ditte che hanno la residenza principale registrata a Büsingen vengono muniti di una targa speciale col prefisso BÜS.

## Monumenti e luoghi d'interesse
L'Alte Rheinmühle è una caratteristica casa costruita nel 1674 come mulino, e poi trasformata in birreria e ristorante nel 1964.

## Sport
La squadra locale di calcio, l'FC Büsingen, è l'unica squadra tedesca a giocare nel Campionato di calcio svizzero nella Quarta Lega.

## Galleria d'immagini

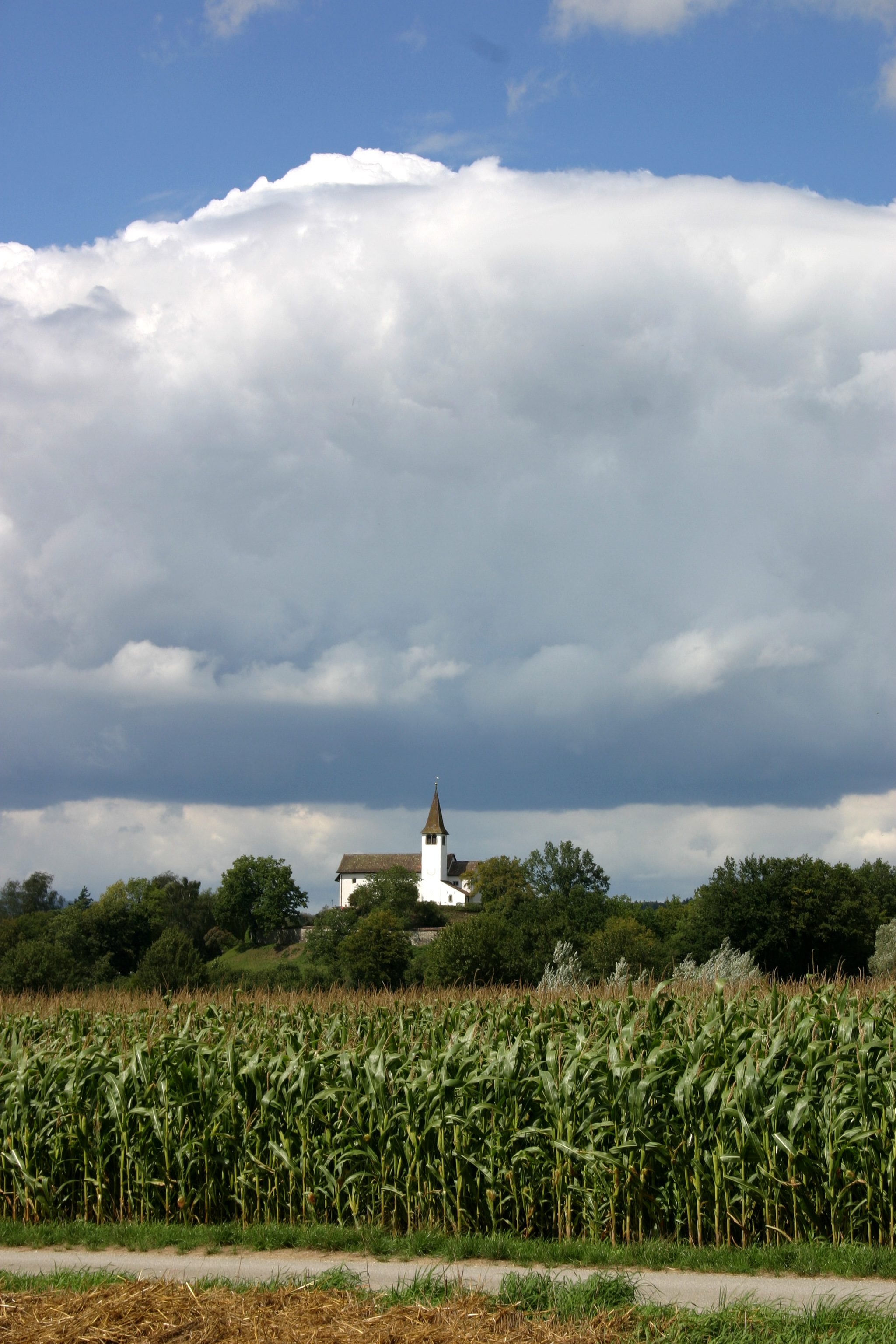
Chiesa di montagna di San Michele
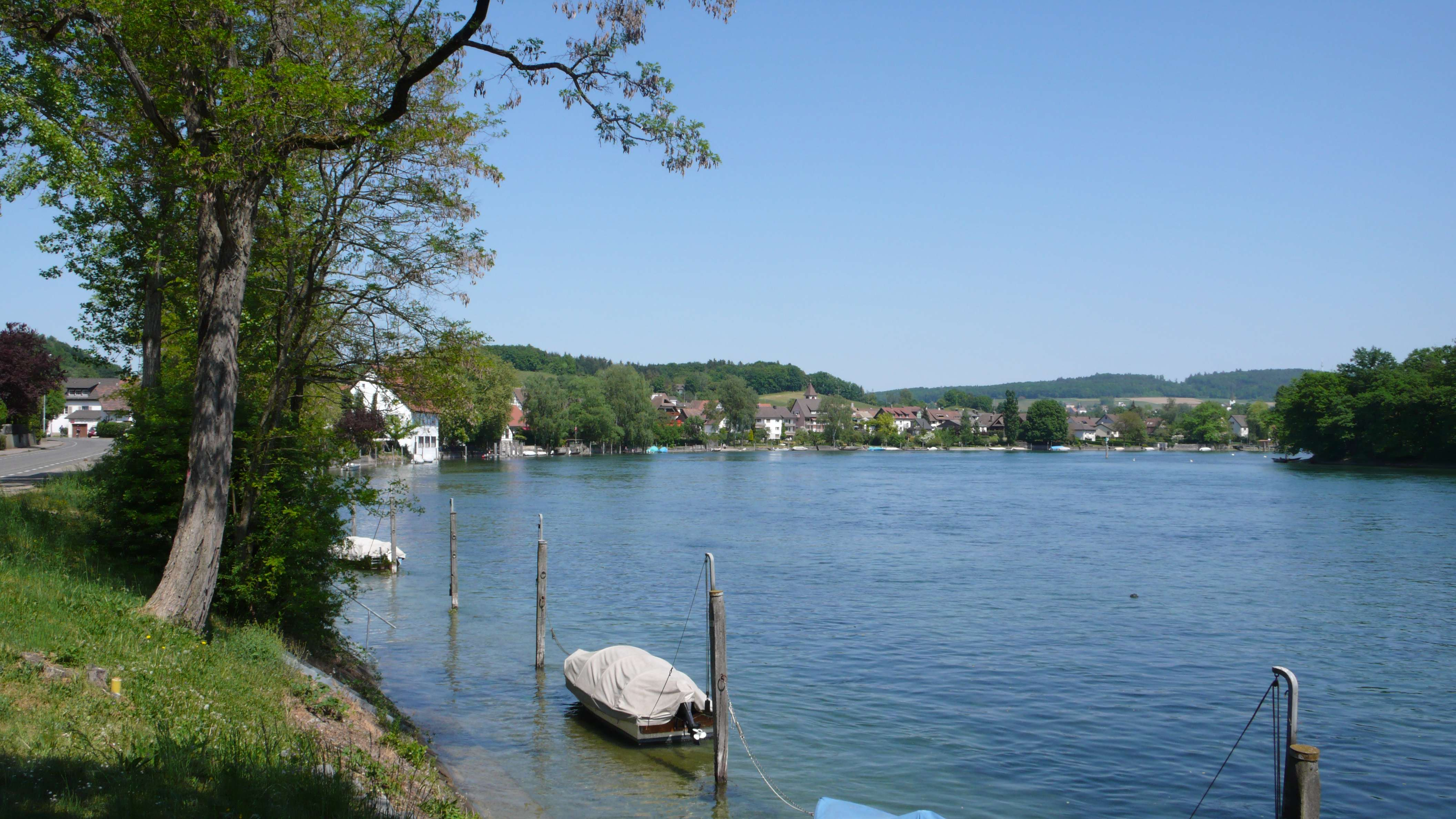
Vista di Büsingen am Hochrhein dal Reno.
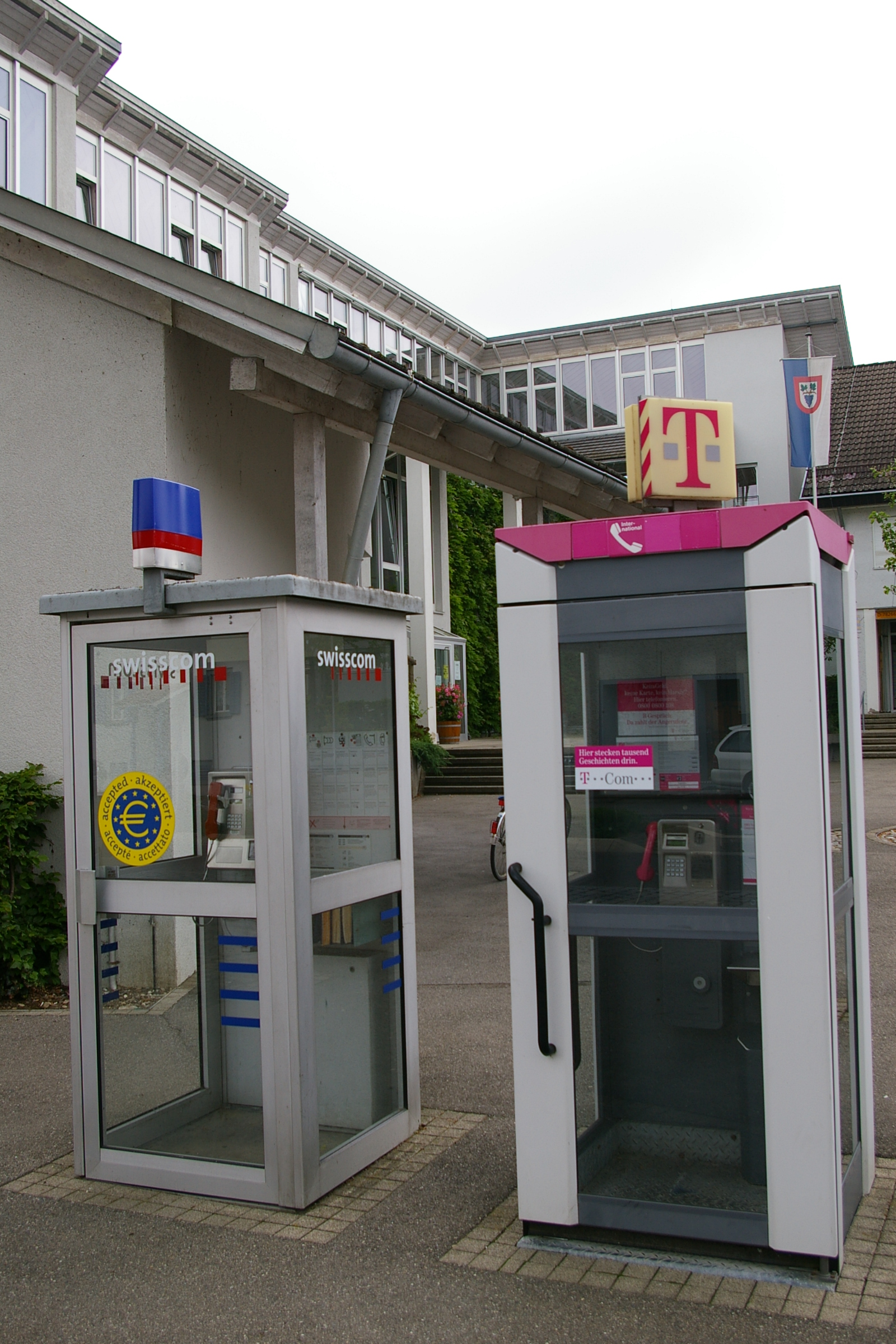
Cabina telefonica svizzera della Swisscom e tedesca della Deutsche Telekom.
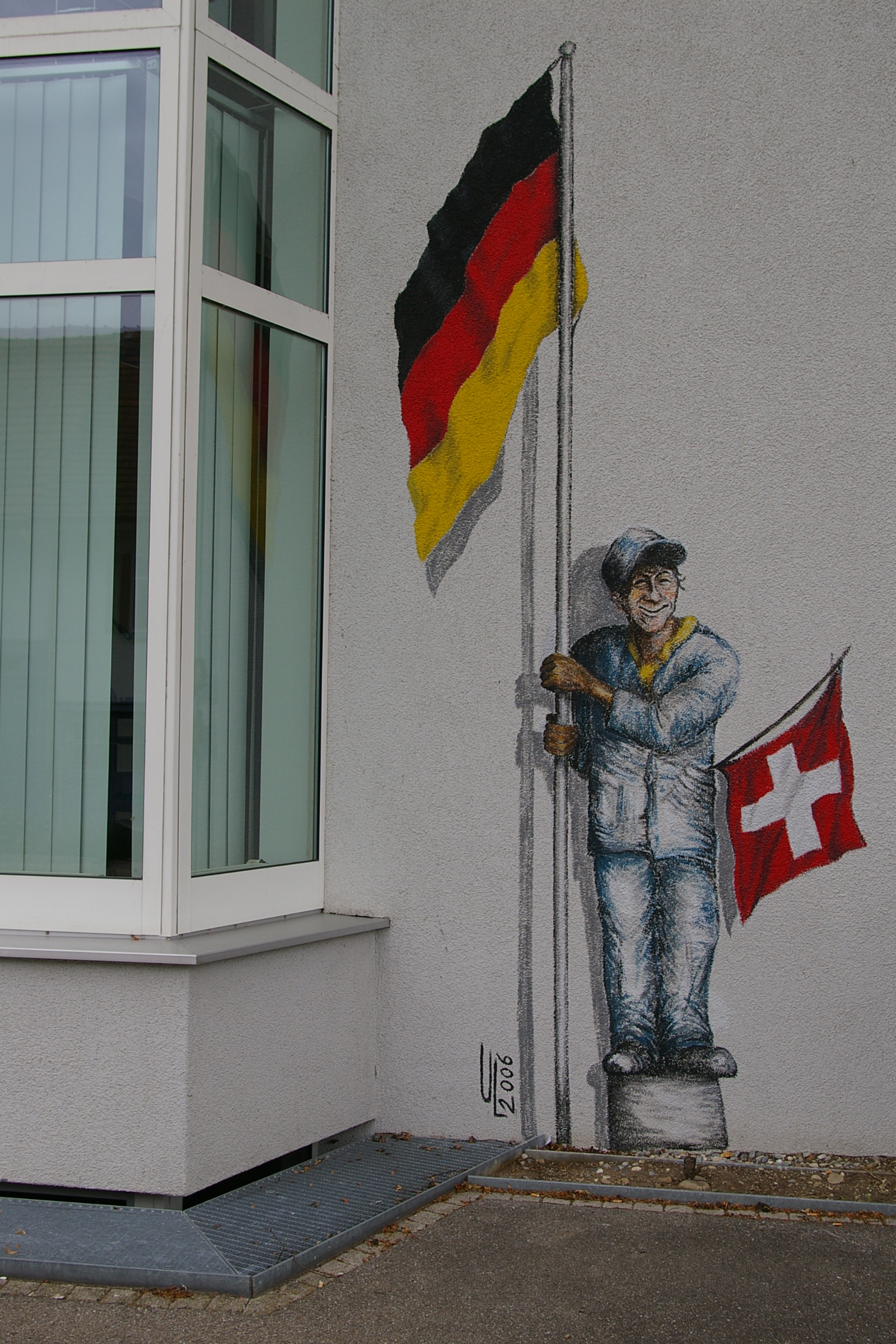
Affresco sul municipio di Büsingen sull'amicizia svizzero-tedesca.